# سیارک ۱۳۷۸۸
سیارک ۱۳۷۸۸ (به انگلیسی: 13788 Dansolander، نامگذاری:1998UY26) سیزده هزار و هفتصد و هشتاد و هشتمین سیارک کشف شده‌است که در ۱۸ اکتبر ۱۹۹۸ کشف شد.
قدر مطلق سیارک برابر ۲۹.۵ است.